# Povilas Malakauskas
Povilas Malakauskas (Vilnius, 1955. október 27. –) litván fizikus, politikus, 2007. június 27-től 2009. december 15-ig a Litván Államvédelmi Hivatal (VSD) vezetője.

## Élete
A vilniusi 34. számú középiskolában érettségizett 1973-ban, majd 1978-ban a Vilniusi Egyetem fizika karán szerzett oklevelet. 1978-től 1992-ig a litván fizikai intézetben dolgozott. 1992 és 2004 között a Litván Védelmi Minisztériumban dolgozott, 1996-tól védelmi miniszterhelyettesként. 2007-ben Arvydas Pociust váltotta a Litván Államvédelmi Hivatal élén. Tisztségét 2009. december 15-ig töltötte be, ekkor személyes okokra hivatkozva lemondott.  2010-től rendőrségi tanácsadó.  